# 1956년 몰타 국민투표
1956년 몰타 국민투표는 1956년 2월 11일~12일 지중해에 위치한 영국의 왕실속령이었던 몰타에서 영국과의 통합 문제를 놓고 실시한 국민투표이다.
개표 결과 투표율은 59%, 찬성표는 77%로 집계되었다. 투표율이 낮은 이유는 다양했으나 중도우파 정당인 국민당이 투표의 보이콧에 나섰기 때문이었다. 이 때문에 투표의 실효성에 대해서도 의문이 제기되었으며 실제 영국으로의 편입이 실현되지 않았다. 결국 8년 뒤인 1964년 몰타는 영연방 왕국의 하나로서 독립국이 되었다.

## 상세
투표 당시 몰타는 영국 왕실의 속령으로서, 속령 지위를 벗어나 영국의 일부가 될지의 여부를 놓고 실시된 투표였다. 이 방안에 따르면 몰타는 영국 하원에 지역구 의원 3인을 배출하게 될 예정이었다. 또한 몰타 관련 주무부처도 식민지부에서 내무부로 이관되어 정식 영토로 취급받게 된다.
편입 후 영국 의회는 몰타의 국방과 외교를 통제하고 나아가 세금을 직접 걷게 될 수 있는 데 반해, 몰타 의회는 이들을 제외한 부문을 다루는 지역의회로서, 교육과 가톨릭 교회를 비롯한 공공 생활의 전면에 걸쳐 정책을 꾸려나가게 된다. 국민투표 관련 문건에 따르면 영국과 협정을 체결하여 몰타의 임금과 고용 기회, 생활 수준을 영국의 다른 지역과 동등한 수준으로 개선하는 것을 목표로 하였다.
투표 용지에 기재된 질문은 다음과 같았다.
Do you approve of the proposals as set out in the Malta Government Gazette of the 10th January, 1956?
귀하는 1956년 1월 몰타 관보 제10호에 기재된 방안에 찬성하십니까?

## 투표 결과
| 1956년 몰타 국민투표  | 1956년 몰타 국민투표 | 1956년 몰타 국민투표 |
| 찬성 또는 반대        | 득표수               | 득표율               |
| --------------------- | -------------------- | -------------------- |
| 찬성                  | 67,607               | 77.02%               |
| 반대                  | 20,177               | 22.98%               |
| 유효표                | 87,784               | 97.17%               |
| 무효표                | 2,559                | 2.83%                |
| 총 득표수             | 90,343               | 100.00%              |
| 투표율                | 59.13%               | 59.13%               |
| 유권자수              | 152,783              | 152,783              |
| 출처: Nohlen & Stöver |                      |                      |

투표 결과, 영국과의 통합을 지지하는 표가 77.02%를 차지하여 승인되었다. 그러나 투표율이 전체 유권자 가운데 59%에 불과하여, 야당 측에서 이것만으로 결론을 내릴 수 없다는 주장으로 나아가게 되었다. 더욱이 영국 의회의 일부 의원들도 몰타가 의회에 의원을 배출하게 되면 다른 식민지에도 선례가 될 수 있고, 총선 결과에도 영향을 미칠 수 있다는 우려를 표했다.
결국 몰타는 1964년 9월 12일 영국으로부터 독립하여 영연방 소속 왕국 (영국 국왕을 국가원수로 삼는 국가)이 되었으며, 1974년 12월 13일 공화국으로 전환되었다. 1979년 3월 31일에는 영국과의 방위 협정도 만료되어 모든 영국군이 몰타에서 철수하게 되었다.